# Malhostovice
Malhostovice (en allemand : Malostowitz) est une commune du district de Brno-Campagne, dans la région de Moravie-du-Sud, en République tchèque. Sa population s'élevait à 990 habitants en 2020.

## Géographie
Malhostovice se trouve à 6 km à l'est-sud-est de Tišnov, à 18 km au nord-ouest de Brno et à 171 km à l'est-sud-est de Prague.
La commune est limitée par Skalička et Újezd u Černé Hory au nord, par Lažany et Lipůvka à l'est, par Kuřim au sud, et par Čebín, Drásov et Všechovice à l'ouest.

## Histoire
La première mention écrite de la localité date de 1320.